# مودورنو
مُطُرني أو مُدرني أو مودورنو هي بلدة صغيرة ومقاطعة تقع في محافظة بولو،تركيا.